# Zouheir Bahloul

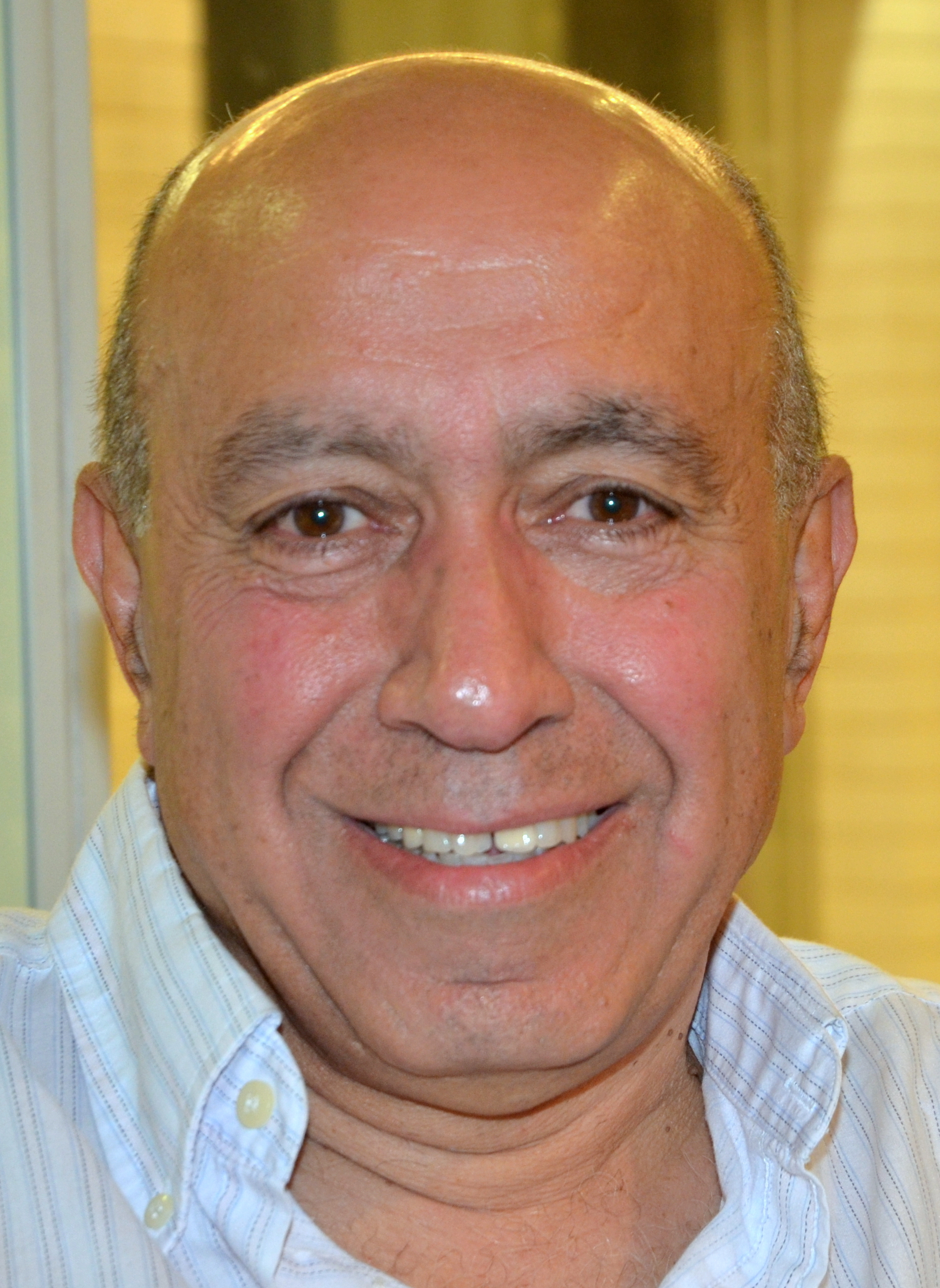
Zouheir Bahloul (2013)

Zouheir Bahloul (arabisch زهير بهلول; hebräisch זוהיר בהלול; * 24. Dezember 1950 in Haifa) ist ein israelischer Journalist und Politiker (Awoda).

## Leben
Bahloul ist als Sportkommentator im israelischen Fernsehen beim Fernsehsender Channel 1 tätig. Von 2015 bis 2018 war Bahloul Abgeordneter in der Knesset. Bahloul ist verwitwet und hat drei Kinder.